# Nederlandse Studenten Roeifederatie
De Nederlandse Studenten Roeifederatie (NSRF) is een Nederlandse vereniging van verschillende studentenroeiverenigingen. Zij treedt op als belangenbehartiger namens alle Nederlandse studentenroeiverenigingen op meerjarige beleidsthema's en initieert (roei)activiteiten en (roei)evenementen zoals de Onervaren Competitiebokalen, de uitzendingen naar de World University Games en het European University Championship, de NSRF-slotwedstrijden en het besturencongres.
De NSRF werd op 18 december 1966 opgericht op initiatief van de corporale roeiverenigingen verenigd in de KNSRB. Alle KNSRB-verenigingen zijn ook aangesloten bij de NSRF, aangevuld met alle resterende studentenroeiverenigingen. Vertegenwoordigd zijn 26 roeiverenigingen en daarmee meer dan 18.000 Nederlandse studentenroeiers.
NSRF is de federatie achter de jaarlijkse Nationale Slotwedstrijden op de Bosbaan in het Amsterdamse Bos, maar ook via het Competitieroeien voor Studenten van talloze wedstrijden zoals het NOOC Openingstoernooi.